# 天魔さんがゆく
『天魔さんがゆく』（てんまさんがゆく）は、2013年7月15日から9月23日までTBSのドラマNEO枠（毎週月曜日24時28分 - 25時7分〈JSTでは火曜未明0時28分 - 1時7分〉）で放送された日本のテレビドラマ。主演は堂本剛。
幽霊退治を引き受ける会社を営みながら大の怖がりの主人公が、幽霊を退治ではなく説得で解決していく様を描くホラーコメディ。福田雄一が脚本・演出を一から手掛ける完全オリジナルドラマである。

## 企画・制作
フジテレビ系で放送されたドラマ『33分探偵』シリーズと一部のキャスト・スタッフが共通している。
堂本剛は、『帰ってこさせられた33分探偵』以来4年3か月ぶりの連続ドラマ主演。また、TBSでの連続ドラマ主演は『ホームドラマ!』以来9年ぶりである。福田が以前バラエティ番組で堂本と仕事をした際、女優の前でもお化け屋敷に入らず、ディレクターに頼まれてもジェットコースターに乗らないリアルに怖がりな堂本を見て、主人公は堂本しかいないと出演を依頼。オファーを受けてもらえるのか心配した福田だったが、『33分探偵』シリーズなどを経て、福田に全幅の信頼を寄せる堂本はオファーを快諾。ただしロケ現場ごとにお祓いをするという条件がつけられた。
ドラマの主題歌も堂本自身が担当。福田から「命の尊さや、儚さ、美しさ、手を合せて祈る様な曲」を依頼され、ミディアムナンバー「瞬き」を書き下ろした。堂本がドラマ主題歌を担当するのも同じく『ホームドラマ!』での「ORIGINAL COLOR」以来9年ぶり。今回はさらに、オープニングで流れるインスト曲も手がける。
出演者本人の出演作品や嗜好をネタに使用し、中でも第1・2シリーズに堂本剛が金田一一役で出演した『金田一少年の事件簿』は、頻繁に決め台詞が使われている。第8話では幽霊を成仏させるための映画撮影シーンとして「きんだにまじめ」が登場する劇中劇を堂本と川口が原典通りのキャスティングで演じた。また、「金田一のパクリ?」というシーン(第5話)もある。

## 登場人物

### 有限会社おばけ警備保障
おばけ退治を行う会社。通称「オバケー」。会社のロゴが「モバゲー」と酷似している。法界天童の代まではおばけを実力行使で除霊していたが、法界天魔に代替わりしてからはおばけを説得して成仏させている。使用車両のナンバーは「足立 300 て 10-00」であるが、具体的な所在地については明かされていない。
法界 天魔
演 - 堂本剛
社長。代々、おばけ退治をしてきた家系に生まれ、浮遊霊、地縛霊など関係なく全てのおばけを見る能力を持つ。妖気や霊気を感じると髪の一部が立ち上がる。そして強力な霊に対し自らの体に憑依させ成仏させるという法界家相伝の能力を持っているが、除霊に一週間近くかかりその間は霊が頻繁に体を乗っ取るため、危険とされている。
究極の怖がりで幽霊現場に赴き、おばけもしくはお化けと思い込んだ人間と対峙したときに1現場に1回のペースで気絶する。そのときに他界した父親が暮らす部屋に意識が飛んでいき、おばけ退治のアドバイスを教えてもらう。気絶に関して旭に対していろいろと理由をつけて「気絶とはちがう」と言い訳をしている。ちなみに目を開けて眠ることができる。
大角いわく、高校生のころは名探偵であったらしく（第8話）、それなりの推理力を持っており、お化けとは無関係の事件をいくつか解決してもいる。霊関係以外にもいろいろな雑学を知っていて、旭が言った間違った知識や偏見を正しては謝らせている。
旭を巧みに誘導したり、自社の求人広告をゲーム会社っぽくして載せるよう指示するなど、抜け目ないところがある。
岡崎 旭
演 - 川口春奈
通称「オバケー」の会社ロゴからゲーム会社と間違えて入社してしまい、また、自分が作った借金を会社側に肩代わりしてもらっている理由で、いくら仕事内容が嫌でも簡単におばけ退治会社を退職できない。軽く驚いた時に度々「じぇじぇじぇ!」と言っている。怖がりの割にどこでも眠ることができ、一度寝るとなかなか起きない。
ちなみに採用された理由は、怖がりの天魔に変わって現場の先陣を切らせるため。おだてに弱く、毎度うまい具合に誘導されて怖い所へ先に行かされる。
小島よしお、ダンディ坂野など、ブームが過ぎた一発芸人やそのネタを好み、怖さによるストレス解消のため経費でDVDを買おうとした。
実家が豆腐屋を営んでおり、わけあって店が担保で取られそうになり闇金融に手を出したのがそもそもの借金の原因。事情を知った天魔が普通の仕事をして借金を返せばいいと一度は退職を認めるも、結局「次の仕事が見つかるまで」と戻ってきた。
大覚 慶三
演 - 皆川猿時
法界天童の時代から働く社員。天魔のことを「坊ちゃん」と呼び、何かと甘やかしてしまう。オバケーの装備品開発も担当している。AKB48のファン。旭の前に勤めていた女性社員とできちゃった結婚をしている。幽霊のことはあまり怖くないが、ゴキブリが大の苦手。天魔の性格を熟知しており、何かと衝突することのある旭との仲を取り成すなど、割と常識人である。
椋木 リカ
演 - 芹那
「オバケー」に入社したがっているが、霊が嫌うほどの高い周波数の声を有しているため、入社させてもらえない。天魔に思いを寄せており、旭を一方的に敵視する。
法界 天童
演 - 佐藤二朗
天魔の父親。「霊力の強いおばけによって殺害された」と伝えられているが、実際はその手下のおばけに驚いてショック死していた。雑誌の袋とじを必死になって開けているところを見られたために、妻に逃げられた。

### 警視庁
足利 実
演 - 森崎博之
警部。常に扇子を持ち歩き、テンションが高く態度も声も大きい。バツイチ。幽霊など、非科学的な物の存在を信じない。巻き起こる霊的現象は全て生きた人間の仕業だと考えており、しばしばオバケーの面々と対立するも、時には頼ったりもする。偶然オバケーの事務所に居合わせたリカに一目ぼれする。
最終話で「おばけなんてないさ」を歌いながら退場するが、途中からうろ覚えの部分をハミングでごまかしていた。
大平 三太
演 - 鎌倉太郎
巡査。足利の部下。足利と同じく幽霊の類を一切信じていないが、物腰が落ち着いており、割と常識人。

### ゲスト
単話・複数話登場の場合は括弧（）内に表記。また、ゲスト役名は公式HPあらすじ及びMBS番組表から引用。
MBS番組表引用（第2話・第7話）

#### 第1 - 2話
落ち武者
演 - ムロツヨシ
本名：木曾ノ道国吉。戦国時代の武将。『本能寺の変』で織田信長を討ったのは自分だと主張しているが、歴史に残らなかったことを無念に思い校舎に現れていた。
小宮 香織
演 - 上野なつひ
中学校教諭。
校務員
演 - 野添義弘
ふなっしー
演 - 本人（第1・4・9話）
たびたびオバケーが幽霊退治をする現場に現れることから、旭から準レギュラーと称されていた。暗闇で僅かに目が発光する（9話）。

#### 第2 - 3話
藤江 れいな
演 - 藤江れいな
AKB48所属のアイドル。
女の霊
演 - 上地春奈（第3話）
れいなの守護霊。冥界のアイドル・OBK48のメンバー。
男の霊
演 - 大水洋介（第3話）
志半ばで事故死したAKB48のファン。
阪田三吉（さかた さんきち）
演 - 坂田聡（第3話）
法界天童の友達。将棋が得意。

#### 第3 - 4話
番頭
演 - 鈴木正幸
女将
演 - 小椋あずき
ベルサイユ目白
演 - 岩松了（第4話）
ギャグ漫画家。生前すでに人気が落ち目であったことを悟り、最後に渾身の漫画を掲載して引退しようとしていたところで死亡してしまい成仏できずにいた。死後も漫画の構想を練り、幽霊相手に読ませていたら、旅館が心霊旅館と化してしまっていた。
小島 よしお
演 - 小島よしお（第3・8話）
日本兵の幽霊

#### 第5話
槇原 茂
演 - 小松和重
課長。仕事中、上司の策謀に嵌り突然死に見せかけられ他界。
槇原 しおり
演 - 未来穂香　
槇原の娘。父の死の真相を究明しようと幽霊のふりをして会社に忍び込んでいた。
富山
演 - 駒木根隆介
相田
演 - 倉田大輔
上記2名は槇原の部下。
大蔵
演 - 岩谷健司
部長。槇原の上司。槇原を罠にはめ殺害した張本人。天魔によって幽霊と化した槇原を見せられ、腰を抜かし全てを白状する。
楊貴妃（ようきひ）
演 - 井上佳子
法界天童の友達。ふくよかな姿で、お世辞にも美人とは言えない。

#### 第6話
押水 美代子
演 - 指原莉乃
小夜子の娘。大阪弁を話す芸人の悪霊が憑りつく。教師を目指していたが、母からは後を継ぐように言われており、それを拒絶したい気持ちを霊につけ入られた。
倉田
演 - 大河内浩
押水家の執事。
濱口
演 - 栗原寛孝
美代子の担当医。精神科医。足利警部ら同様霊を信じていない。
押水 小夜子
演 - 筒井真理子
美代子の母親。文部科学大臣。

#### 第7話
横山
演 - 徳井優
家に帰るためトンネル内でヒッチハイクする幽霊。帰りたい理由ははじめは家族に会いたからいと言っていたが、実は部屋に隠したエログッズの処分をしたいからであった。家族からは疎まれていたと思っていたが、その実長い間落ち込むほどに自分の死を悼んでいたことを知り、成仏する。
村杉
演 - 中村靖日
村役場職員。
カップル・男
演 - 中村倫也
カップル・女
演 - 高橋真唯
上記2名は結婚式前日のドライブ中に事故で死亡する。どうしても式を挙げたくて成仏できない幽霊。
昔ファッションの男
演 - 本多力
北斗の拳の続きが気になり成仏できない幽霊。
原始人
演 - 田中聡元
原始時代にマンモスに踏み潰された恨みで成仏できない幽霊。
さびしんぼう
演 - 佐藤芽
自分の遊び相手として多数の幽霊たちをトンネル内に閉じ込め、結果的に彼らの成仏を妨げている子供の霊。
マークIIの男
演 - 竹井亮介
道に迷いトンネル内で彷徨っていた横山の幽霊を車に乗せる。
横山の妻と息子
横山を失った失意からようやく立ち直ろうとしている。

#### 第8話
女優霊
演 - 白鳥久美子（たんぽぽ）
デビューすることなく、1年前に事故で亡くなった女優。逆恨みに着物の女優を追い出し、女優と勘違いした旭を殺そうとするも天魔の説得と局の好意で念願のデビューを果たし、成仏する。
鏑木警部
演 - 並樹史朗
足利の先輩。テレビ局スタジオで起きた女優連続殺人事件の捜査を担当していた。
着物の女優
40年前に活躍していた女優。地縛霊として女優の殺人事件にかかわっていた。
特番のディレクター
野口英世
演 - ムロツヨシ
法界天童の友達。

#### 第9話
リトルダディ
演 - マギー
母親
演 - 村岡希美
みのる
演 - 佐藤瑠生亮
さとし
演 - 石川樹
上記家族は老衰で死亡した篠崎の自宅に棲みついていた大家族の幽霊。両親と子供10人で暮らしている。
加瀬
演 - 川久保拓司
シラユリ団地住人。篠崎の隣人。落ち着いた雰囲気のイケメンで旭が一目ぼれするも、偶然に鼻くそをほじっているところを彼女に見られたことで「鼻くそミサイルマン」という不名誉なあだ名をつけられる。
前田敦子似の女
演 - キンタロー。
ナポレオン・ボナパルト
演 - 池田成志
法界天童の友達。なぜか日本語の辞書を持っている。

#### 最終話
益子
演 - 高橋克実
木野俣村村長。ネガティブで太った女性が好みであり、過去に相手女性と心中を試みるが一人生き残り、その後似たような女性と心中しては生き残り…を延々と続けたことで、警察から連続殺人犯と思われていた。死んだ女性の供養のために村の発展に尽力している。
そばばばん
演 - 水川あさみ（超友情出演）
益子村長が考案したゆるキャラ。全身を蕎麦で覆った奇怪な姿をしている。益子が「おそばばん」という妹キャラを作ろうとしている。ちなみに中身の女性はミス木野俣村。怒ると関西調のノリで天魔とよく衝突する。
佐野
演 - 半海一晃
木野俣村助役。
蘇我 あゆみ
演 - 佐藤めぐみ
益子のかつての恋人の1人。一緒に心中して生き残った益子を恨み、同じく彼と心中した女性たちと組んで、木野俣村に来る観光客を驚かせて村を衰退させようと目論む。6人の幽霊たちの中でひときわ強い力を持っており、オバケーの面々を苦戦させた。6人の幽霊たちで1人だけ村長の好みから外れている理由は、当人曰く「毎度ビフテキ食ってると、たまにサラダが食いたくなるでしょ?」との事。
井戸幽霊
演 - 池谷のぶえ
おんぶ幽霊
演 - 信江勇
益子のかつての恋人の1人。一緒に心中して生き残った益子を恨み、同じく彼と心中した女性たちと組んで、木野俣村に来る観光客を驚かせて村を衰退させようと目論む。その恨みは強く、天魔の説得にもなかなか応じなかったが、湯川田の誘いにあっさり応じ、全員揃って成仏していった。
村の男
6人の幽霊達の1人に取り憑かれていた2人組。
湯川田 学
演 - みっちー
ある大学に現れたイケメン学者の幽霊。自分が死んだことは理解しているが、幽霊など非科学的な事柄は信じようとせず、死んではいるが幽霊ではないと主張して成仏を拒んでいた。オバケーの面々からは「結局はただの馬鹿」と酷評される。

#### その他（ゲスト）
第4話 - 川瀬陽太
第7話 - 佐藤芽、竹井亮介、川本亜貴代、結城洋平、
第8話 - 河井青葉、前野朋哉
最終話 - 信江勇、シソンヌ、ゆいP（おかずクラブ）

## オバケーの装備
大覚が開発した、幽霊退治に必要な装備品。天魔の方針により幽霊の探知・捕縛に主眼が置かれている。
オバケガン
オバケーの主装備の一つ。鞭のような特殊な光線で幽霊を捕縛する。捕縛されると霊感がない人間でも幽霊を見たり触れたりすることができるようになる。また、専用アタッチメントをつけることで、幽霊を強制的に成仏させることもできるが、説得を重んじる天魔は使うことを拒否している。
オバケスコープ
オバケーの主装備の一つ。霊感がない人間でも幽霊を見ることができるゴーグル。天魔は普段から幽霊が見えるため、代わりに普通のゴーグルを着用している。
オバケレーダー
霊気や妖気を探知するレーダー。天魔の髪の毛のアンテナと原理は同じ。
円盤状の装置(仮)
特定の幽霊を召喚する、掌サイズの装置。名前は不明。

## スタッフ
- 脚本 - 福田雄一
- 音楽 - 瀬川英史
- 監督 - 福田雄一、入江悠
- 主題歌 - 堂本剛「瞬き」（SHAMANIPPON）[12]
- オープニング曲 - 堂本剛「Welcome to shamanippon」（SHAMANIPPON）[12]
- 挿入歌 - 堂本剛「電」（SHAMANIPPON）[12]
- ナレーション - 村岡希美
- ブレーン - 酒井健作、大平尚志、向田邦彦
- 助監督 - 久保田博紀
- ミュージックエディター - 小西善行
- サウンドエディター - 荒川望
- CG - 本田貴雄
- プロデュース - 森谷雄（アットムービー）
- チーフプロデューサー - 篠原廣人、小林亜理（ソニー・ミュージックエンタテインメント） / 十二竜也、加藤新
- ラインプロデューサー - 的場明日香
- アソシエイトプロデューサー - 杉浦美奈子
- アシスタントプロデューサー - 加藤智子、河瀬知
- 特別協力 - ソニー・ミュージックエンタテインメント
- 制作協力 - アットムービー
- 製作著作 - TBS

## 放送日程
| 話数   | 放送回      | 放送日  | サブタイトル     | 監督            |
| ------ | ----------- | ------- | ---------------- | --------------- |
| 1      | Episode.1   | 7月15日 | オバケ説得します | 福田雄一        |
| 2      | Episode.2   | 7月22日 | 依頼人はAKB      | 福田雄一        |
| 3      | Episode.3-1 | 7月29日 | 素敵な成仏の方法 | 福田雄一 入江悠 |
| 4      | Episode.3-2 | 8月05日 | 笑う温泉霊の謎   | 入江悠          |
| 5      | Episode.4   | 8月19日 | さよならパパの霊 | 入江悠          |
| 6      | Episode.5   | 8月26日 | 呪われたお嬢様   | 福田雄一        |
| 7      | Episode.6   | 9月02日 | 霊の棲むトンネル | 入江悠          |
| 8      | Episode.7   | 9月09日 | デカ魂と女優霊   | 入江悠          |
| 9      | Episode.8   | 9月16日 | 団地霊は恋の香り | 福田雄一        |
| 最終話 | Episode.9   | 9月23日 | 天魔さん危機一髪 | 福田雄一        |

### 備考
- 8月12日は『世界陸上モスクワ2013』放送のため休止。

## ネット局・放送時間
| 放送対象地域   | 放送局                | 放送期間                      | 放送日時                | 備考       |
| -------------- | --------------------- | ----------------------------- | ----------------------- | ---------- |
| 関東広域圏     | TBSテレビ（TBS）      | 2013年7月15日 - 9月23日       | 月曜 24:28 - 25:07      | 製作局     |
| 岩手県         | IBC岩手放送（IBC）    | 2013年7月15日 - 9月23日       | 月曜 24:28 - 25:07      | 同時ネット |
| 静岡県         | 静岡放送（SBS）       | 2013年7月15日 - 9月23日       | 月曜 24:28 - 25:07      | 同時ネット |
| 愛媛県         | あいテレビ（ITV）     | 2013年7月15日 - 9月23日       | 月曜 24:28 - 25:07      | 同時ネット |
| 岡山県・香川県 | 山陽放送（RSK）       | 2013年7月22日 - 10月7日       | 月曜 24:23 - 25:03      | 14日遅れ   |
| 中京広域圏     | 中部日本放送（CBC）   | 2013年7月22日 - 9月30日       | 月曜 25:28 - 26:13      | 7日遅れ    |
| 近畿広域圏     | 毎日放送（MBS）       | 2013年7月23日 - 10月1日       | 火曜 26:44 - 27:24      | 8日遅れ    |
| 青森県         | 青森テレビ（ATV）     | 2013年7月27日 - 10月5日       | 土曜 24:58 - 25:40      | 12日遅れ   |
| 北海道         | 北海道放送（HBC）     | 2013年7月28日 - 10月6日       | 日曜 24:56 - 25:35      | 13日遅れ   |
| 石川県         | 北陸放送（MRO）       | 2013年7月29日 - 10月7日       | 月曜 24:35 - 25:15      | 14日遅れ   |
| 熊本県         | 熊本放送（RKK）       | 2013年8月1日 - 10月10日       | 木曜 25:03 - 25:43      | 17日遅れ   |
| 山形県         | テレビユー山形（TUY） | 2013年8月1日 - 10月10日       | 木曜 25:23 - 26:03      | 17日遅れ   |
| 長野県         | 信越放送（SBC）       | 2013年8月2日 - 10月18日       | 金曜 24:50 - 25:30      | 25日遅れ   |
| 福島県         | テレビユー福島（TUF） | 2013年8月2日 - 10月11日       | 金曜 25:25 - 26:04      | 18日遅れ   |
| 鹿児島県       | 南日本放送（MBC）     | 2013年8月5日 - 10月14日       | 月曜 24:05 - 24:45      | 21日遅れ   |
| 鳥取県・島根県 | 山陰放送（BSS）       | 2013年9月6日 - 11月8日        | 金曜 26:00 - 26:40      | 53日遅れ   |
| 宮城県         | 東北放送（TBC）       | 2013年9月10日 - 11月12日      | 火曜 25:38 - 26:17      | 57日遅れ   |
| 宮崎県         | 宮崎放送（MRT）       | 2013年9月23日 - 11月25日      | 月曜 25:05 - 25:45      | 70日遅れ   |
| 山梨県         | テレビ山梨（UTY）     | 2013年10月14日 - 10月25日     | 月 - 金曜 15:55 - 16:40 |            |
| 長崎県         | 長崎放送（NBC）       | 2013年10月30日 - 2014年1月8日 | 水曜 24:28 - 25:08      | 107日遅れ  |